# Sarah Wilhite

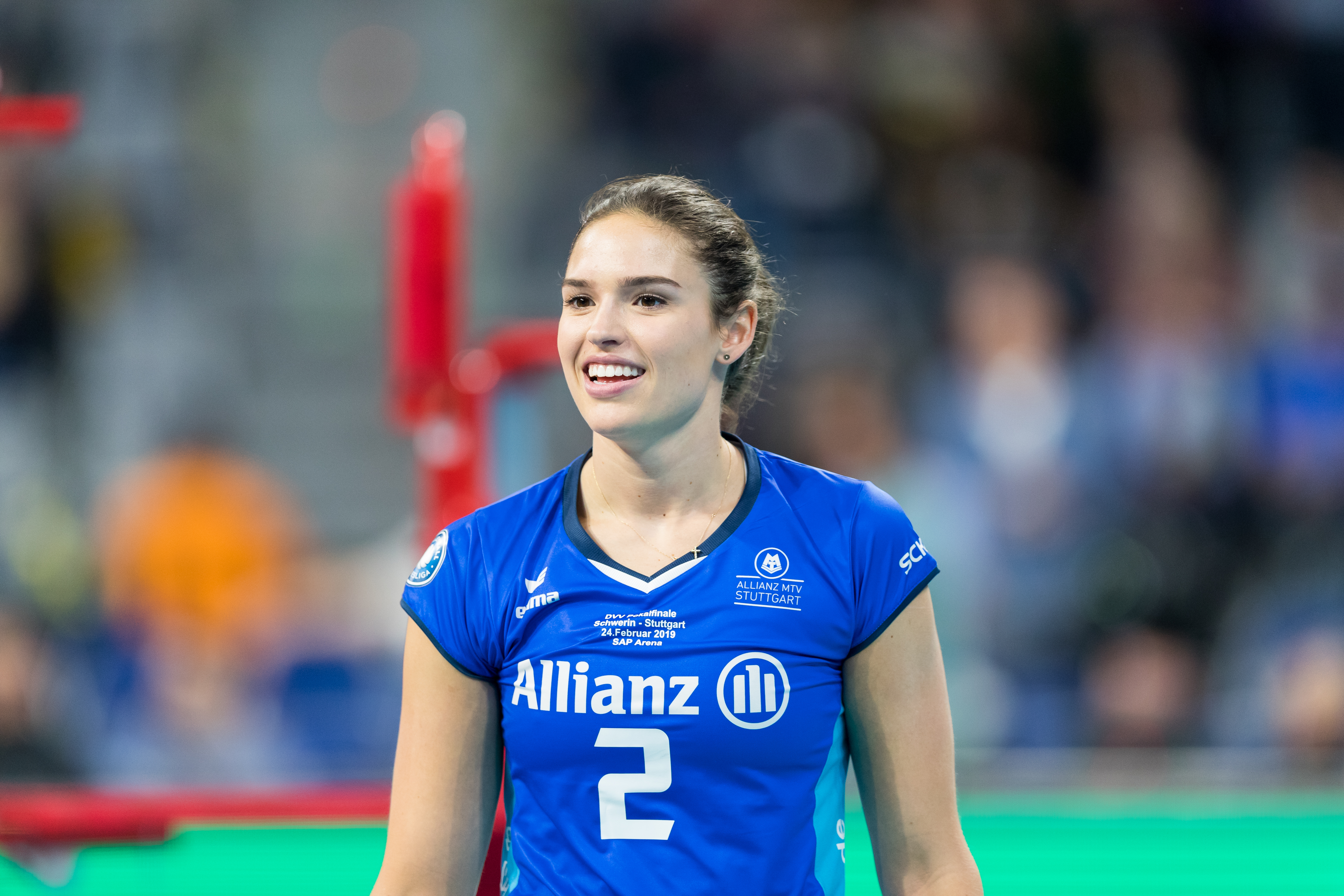
Sarah Grace Wilhite (2019)

Sarah Grace Wilhite (* 30. Juli 1995 in Eden Prairie, Minnesota) ist eine US-amerikanische Volleyballspielerin.

## Karriere
Wilhite begann ihre Karriere an der High School ihrer Heimatstadt. Außerdem spielte sie im Northern Lights Volleyball Club. Von 2013 bis 2017 studierte sie an der University of Minnesota und spielte im Universitätsteam. Beim Pan American Cup 2017 gab die Außenangreiferin ihr Debüt in der  A-Nationalmannschaft und gewann die Goldmedaille. Mit der Nationalmannschaft nahm sie auch am Grand Prix teil. In der Saison 2017/18 spielte Wilhite beim italienischen Erstligisten Yamamay Busto Arsizio. Mit der Nationalmannschaft gewann sie 2018 erneut den Pan American Cup und nahm an der Nations League teil. Danach wechselte sie zum deutschen Bundesligisten Allianz MTV Stuttgart, mit dem sie 2019 die Deutsche Meisterschaft gewann. Anschließend spielte Wilhite eine Saison in Brasilien bei Associação Vôlei Bauru. 2020 wechselte sie in die Türkei zu Nilüfer Belediyespor.